# قوای قزاق

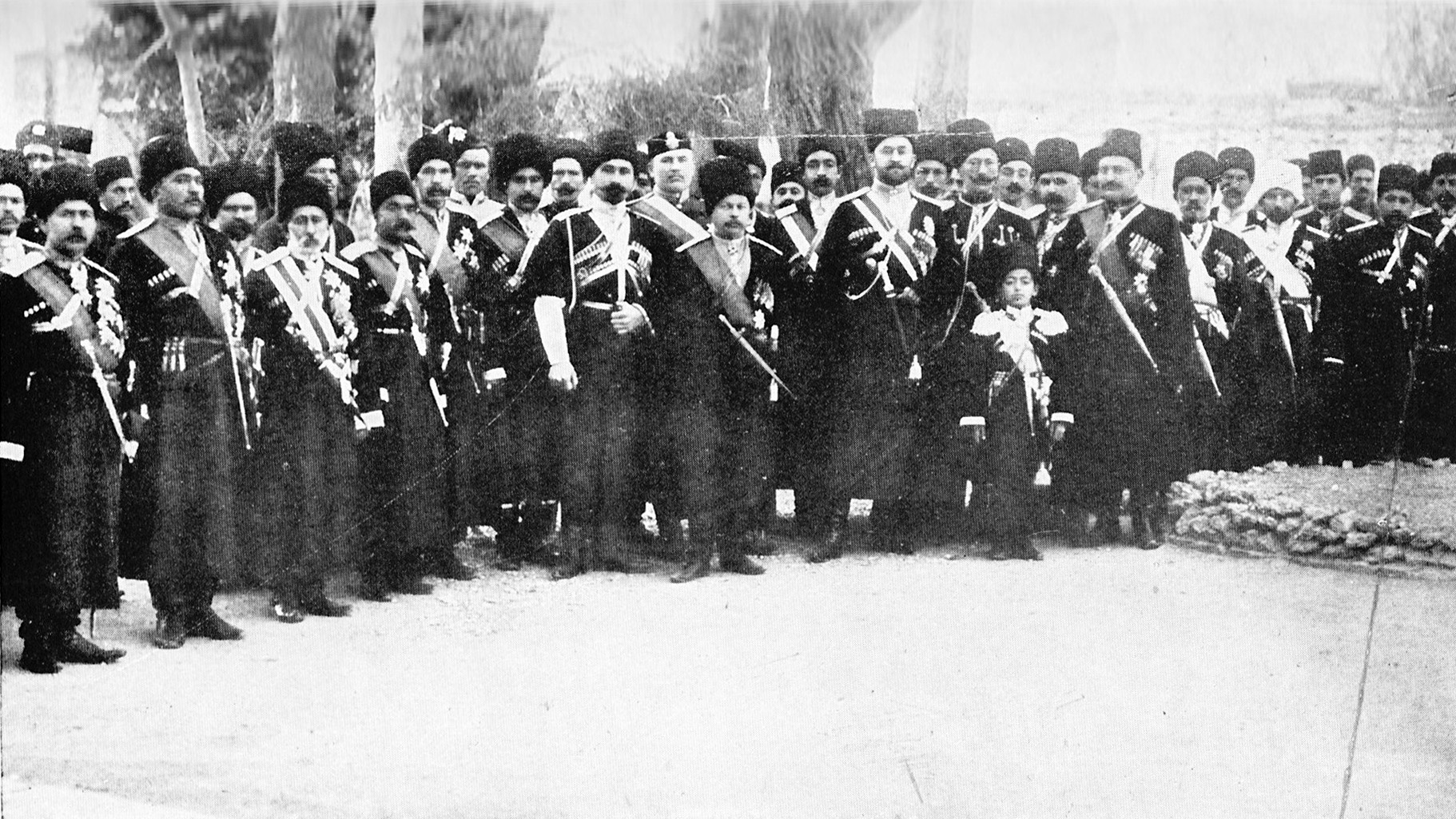
بریگاد قزاق در تبریز، فروردین ۱۲۸۸

قوای قزاق یا تیپ قزاق یا درست‌تر قوای کازاک (بریگاد قزاق تزار روسیه) نیروی نظامی ویژه‌ای بود که در سال ۱۲۵۸ ه‍.ش (۱۲۹۶ ق) زمان ناصرالدین‌شاه قاجار درپی قراردادی بین ایران و روسیه تزاری تشکیل شد. استعداد این نیروی نظامی ابتدا در حد بریگاد (تیپ) و سپس دیویزیون (لشکر) بود و زیر فرماندهی افسران روس (نظامیان کازاک) قرار داشت. لشکر قزاق  ارتباطی به نیروی نظامی ایران نداشت و مزدوران یا مزدبگیران تزار روسیه بودند. دقیقا همانند مزدوران هندی انگلیس که در کمپانی هند شرقی و هند به پادشاه و ملکه انگلیس خدمت میکردند.
قرارداد سن پترزبورگ ۱۹۰۷ قراردادی بین تزار روسیه و بریتانیا بود که به جنگ استعمار معروف بین روس و انگلیس خاتمه داد. طبق این قرارداد ایران به سه منطقه تحت نفوذ و به سه منطقه شمالی جنوبی و مرکزی تقسیم شد. قسمت شمالی ایران تحت کنترل و اداره روسیه تزاری درآمد. قسمت جنوبی ایران تحت کنترل و اداره بریتانیا درآمد. پایتخت و مرکز ایران نیز منطقه بی طرف و در کنترل حکومت ایران درآمد.
انگلیس و روسیه هردو تجربه و سابقه ارتش مزدور را داشتند. انگلیس قبلا در هند و کمپانی هند شرقی از مردم محلی و مردم هند مزدور به خدمت گرفته بود. روسیه نیز اولین بار در قفقاز و در قزاقستان از مردم محلی قزاق ارتش مزدور استخدام کرده بود. در ایران نیز انگلستان در قسمت جنوبی از مردم محلی ایران عده ای را استخدام نمود به آنها مزد و حقوق میداد در خاک ایران برای بریتانیا خدمت میکردند و نام پلیس جنوب بر آن نهاد. روسیه نیز همانند بریتانیا اما در قسمت شمالی ایران از مردم محلی و ایرانیها عده ای را استخدام کرد و به آنها مزد و حقوق میداد که در خاک ایران برای تزار روسیه خدمت میکردند. و از همان اسم قزاق که در سایر کشورها برای نیروهای مزدورش استفاده میکرد استفاده کرد و در ۹ شهر شمالی ایران(اصفهان به بالا) قزاقخانه را راه اندازی کرد.
فرماندهان و افسران قزاق حتما باید روسی بودند و هیچ ایرانی نمیتوانست در قزاقخانه افسر یا فرمانده شود ایرانی ها فقط میتوانستند مزدبگیر باشند.(این قانونِ ارتش های مزدور بود. در نیروهای قزاق روسیه در سایرکشورها نیز هیچ افسر غیرروس وجود نداشت.یا در پلیس جنوب بریتانیا هم هیچ افسرایرانی وجود نداشت. چنان که در پلیس هند بریتانیا نیز هیچ افسر هندی وجود نداشت.)  سال ۱۹۱۷ در روسیه انقلاب اتفاق افتاد تزار استعفا داد و حکومت تزاری در روسیه سرنگون شد. بعد از ۹ ماه مجددا انقلاب بلوشیکی اتفاق افتاد و دولت موقت نیز سرنگون شد، سپس ارتش سرخ و ارتش سفید رو در روی هم صف آرایی کرده و روسیه درگیر جنگ داخلی شد. پس از انقلاب اکتبر در روسیه مجلس دومای روسیه تمام قراردادها و تشکیلات حکومت تزاری را لغو و منحل کرد. در نتیجه ی این اقدام نیروی قزاق نیز که مربوط به حکومت تزاری بود در روسیه  و سایر کشورهای مستعمرهِ روسیه منحل شد و تمام فرماندهان و افسران روسی که در دیویزیون قزاق ایران خدمت میکردند سال ۱۹۱۹ یا ۱۲۹۹ ایران را ترک کرده و به روسیه برگشتند.[منبع]
آغاز تشکیل، بریگاد قزاق مرکب از دو فوج سوار و یک دستهٔ موزیک بود. بعدها تشکیلات آن گسترش یافت و واحدهای پیاده و آتشبار و فوج‌هایی در ولایت‌های ایران به آن افزوده شد.
خود به چندین آتریاد (هنگ) تقسیم می‌گردید.

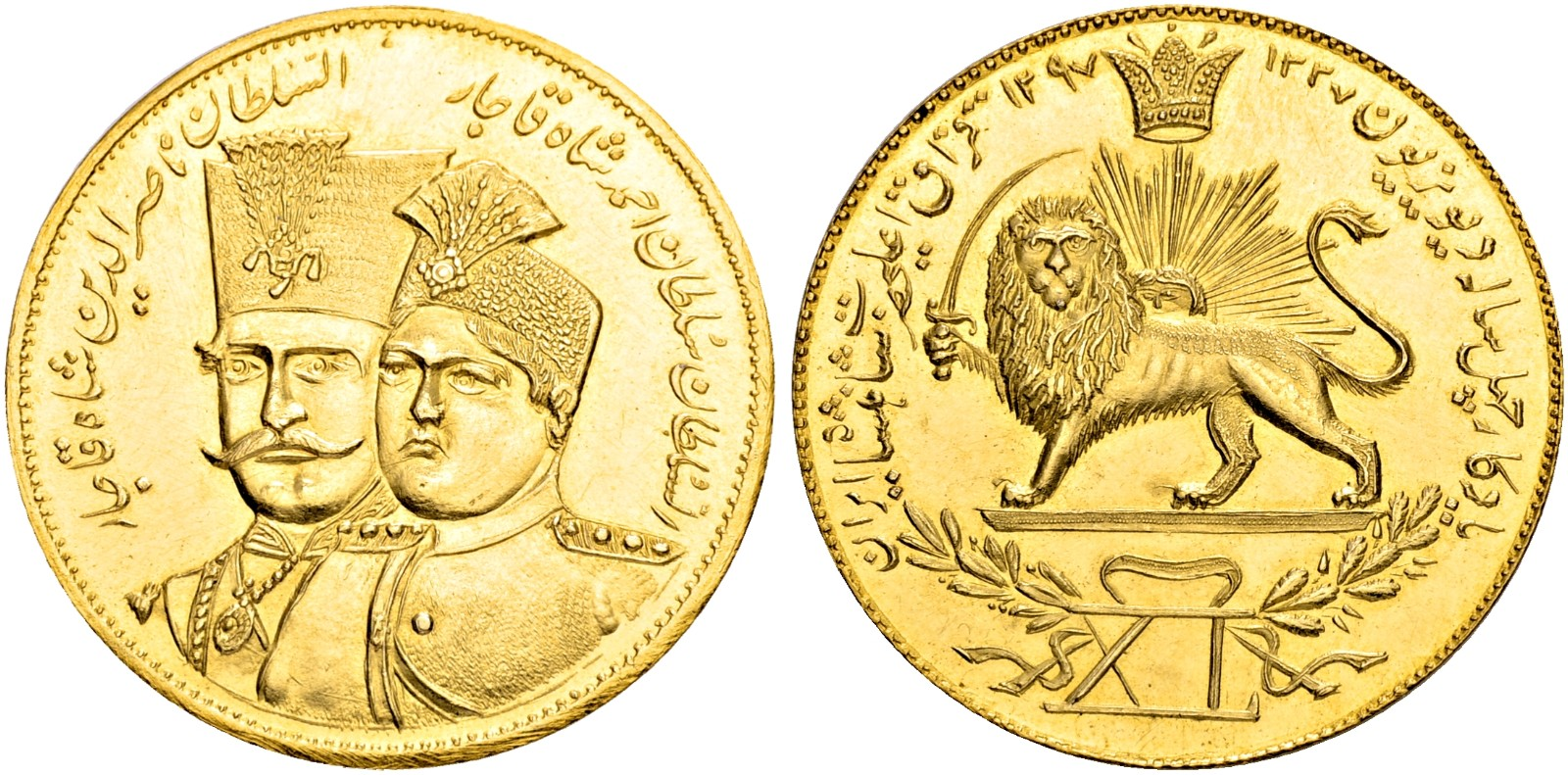
مدال طلای یادبود چهلمین سال تشکیل دیویزیون قزاق؛ ضرب ۱۳۳۷ هـ ق

از فرماندهان ارشد مشهور قوای قزاق می‌توان کلنل لیاخوف و رضاشاه پهلوی و از فرماندهان میان‌رده می‌توان عین‌الله محمودی همدانی و احمد امیراحمدی را نام برد.
آخرین فرمانده قوای قزاق رضاخان بود که توسط خود او این نیروی نظامی منحل می‌گردد.

## کازاک یا قزاق
تحریف نام کازاک به قزاق
«قزاق» تحریف واژهٔ روسی «کازاک/Kazak» است که در فرانسه و برخی زبان‌های دیگر، کُزاک (Cosaque) تلفظ می‌شود. در زبان روسی قزاق‌ها را کازاخ می‌گویند که از لحاظ ریشهٔ لغوی هیچ ربطی به کازاک (نام قومی اسلاوتبار که در اوکراین کنونی زندگی می‌کنند) ندارد؛ حال آنکه مترجمان ایرانی که عمدتاً ادبیات روسیه را از زبان فرانسه (و اخیراً انگلیسی) به فارسی ترجمه کرده‌اند، این واژه را اشتباه گرفته و به دلیل عدم آشنایی با تاریخ قوم کازاک، آن را معادل قزاق گرفته و مرتکب چنین اشتباهی شده‌اند؛ بنابراین برخلاف باور غلط، منظور از واژه قزاق اشاره به قوم آسیایی و ترک تبار قزاق نیست، بلکه منظور نام قوم سفیدپوست اوکراینی کازاک است که بر روی این واحد نظامی گذاشته شد.

### کازاک
کازاک قومی از نژاد سفید اروپایی و اسلاوتبار هستند و زیستگاه‌شان اوکراین کنونی و جنوب غرب روسیه، به ویژه جلگهٔ رود دن است. این قوم قرن‌ها در دوران روسیهٔ تزاری از نوعی خودمختاری برخوردار بود، جنگاوران‌اش زبانزد بودند و به همین دلیل، بخش مهمی از ارتش روسیه را به خود اختصاص دادند و در جنگ‌های توسعه‌طلبانهٔ تزارها نقشی بسزا ایفا کردند.

### قزاق
قزاق قومی ترک‌تبار آسیایی و عمدتاً مسلمان هستند که زیستگاه‌شان آسیای میانه (قزاقستان کنونی) هست و تا قرن نوزدهم که خان‌نشین‌هایشان به تصرف ارتش روسیه درآمد، حضوری در تاریخ روسیه نداشتند.

## تاریخچه

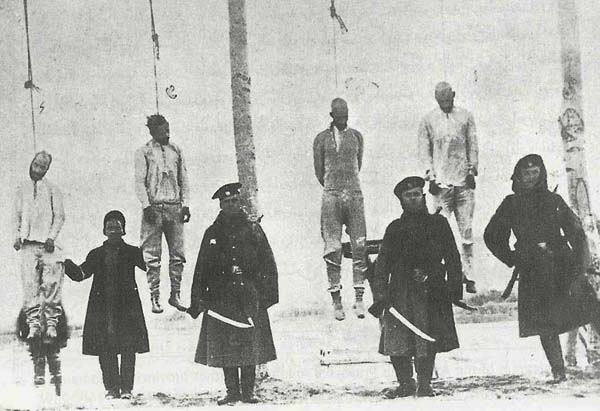
اعدام تنی چند از مشروطه‌خواهان به‌دست قوای قزاق در تبریز

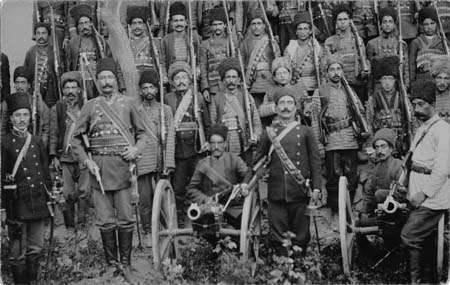
بریگاد قزاق در ساوجبلاغ، ۲۴ فروردین ۱۲۹۲

ناصرالدین‌شاه قاجار که در سفر دوم خود به اروپا ترتیبات و انضباط و قابلیت‌های واحدهای کازاک روس را پسندیده بود در بازگشت تصمیم به ایجاد واحدهایی مشابه در ایران گرفت. به خواهش او گروهی از افسران قزاق به ریاست سرهنگ دومونتویچ به ایران آمدند و دولت ایران عده‌ای از سواران قفقازی‌تبار مهاجر را برای آموزش به آنان سپرد.
بعد از دومنتویچ، سرهنگ چورکوسکی فرمانده بریگاد قزاق شد. بعد از او ژنرال ولادیمیر کاساگوفسکی و سرهنگ چرنوزوبوف فرمانده شدند. در دورهٔ محمدعلی‌شاه قاجار فرماندهٔ بریگاد قزاق کلنل لیاخوف بود. در این دوره بود که واحدهای توپخانه و مسلسل سنگین به این بریگاد افزوده شد و در جریان جنبش مشروطه در حمله به مجلس شورای ملی به کار رفت.
در آستانهٔ جنگ جهانی اول، دولت روسیه با استفاده از ضعف دولت ایران واحدهای قزاق را در تبریز و استرآباد و بعد در رشت و اصفهان و کرمانشاه و همدان و ارومیه و مشهد تشکیل داد. همچنین بدون اجازهٔ دولت این بریگاد را به دیویزیون ارتقاء داد.
پس از انقلاب ۱۹۱۷ روسیه دولت کرنسکی فرماندهی دیویزیون قزاق را به کلرژه محول کرد. فرماندهی او دیری نپایید چون نیروهای بریتانیا که در ایران مستقر شده بودند، کلنل استاروسلسکی را که از هواداران حکومت تزاری بود، به جای او منصوب کردند.
در همین زمان ژنرال آیرونساید طرح کودتای ۱۲۹۹ را برای به قدرت رسیدن رضاخان که فرماندهٔ آتریاد همدان بود به اجرا درآورد و قزاق‌ها تهران را تصرف کردند. رضاخان با نام «سردار سپه» به فرماندهی دیویزیون قزاق رسید و این دیویزیون پایهٔ تشکیل ارتش نوین ایران شد.

## فرماندهان قوای قزاق

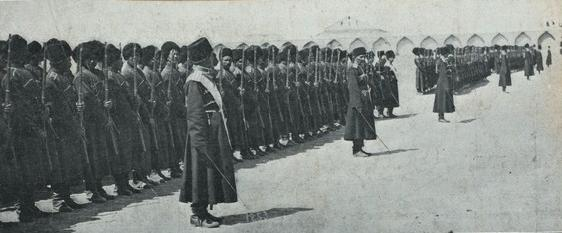
بریگاد قزاق در میدان مشق، تهران

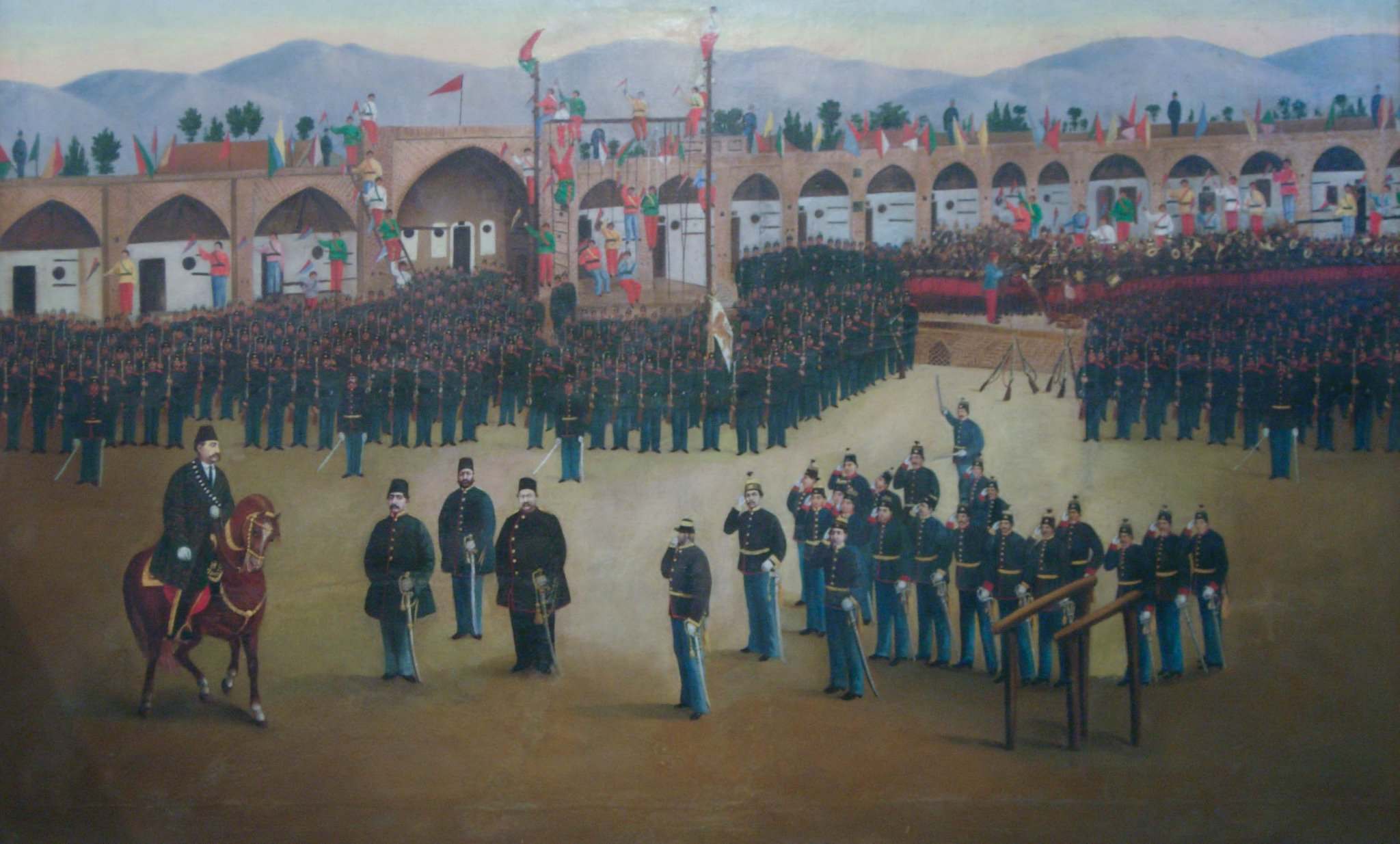
سان دیدن از نیروهای قزاق در میدان مشق

در مجموع ۱۲ افسر روس و در سال‌های پایانی دو افسر ایرانی در رأس قوای قزاق قرار گرفتند.
- ۱۸۷۹ تا ۱۸۸۲: کلنل الکسی دومونتویچ
- ۱۸۸۳ تا ۱۸۸۵: کلنل پیوتر چارکوفسکی
- ۱۸۸۵ تا ۱۸۹۱: کلنل دیمیتری کوزمین-کاراوایف
- ۱۸۹۱ تا ۱۸۹۴: کلنل نیکلای یاکوولویچ اشنئور[۷]
- ۱۸۹۴ تا ۱۹۰۳: کلنل ولادیمیر کاساگوفسکی
- ۱۹۰۳ تا ۱۹۰۶: کلنل فیودور چرنوزوبوف
- ۱۹۰۶ تا ۱۹۰۹: کلنل ولادیمیر لیاخوف
- ۱۹۰۹ تا ۱۹۱۴: کلنل کنیاز وادبالسکی
- ۱۹۱۴ تا ۱۹۱۵: کلنل پرازارکویچ
- ۱۹۱۵ تا ۱۹۱۷: ژنرال بارون فون مایدل
- ۱۹۱۷ تا ۱۹۱۸: کلنل گئورگی یوسفویچ کلرژه
- ۱۹۱۸ تا ۱۹۲۰: کلنل وسوالود استاروسلسکی[۶]
- ۱۹۲۰ تا ۱۹۲۱: سردار همایون والی
- ۱۹۲۱ تا ۱۹۲۱: رضاخان سردار سپه

## رؤسای ستاد قزاقخانه

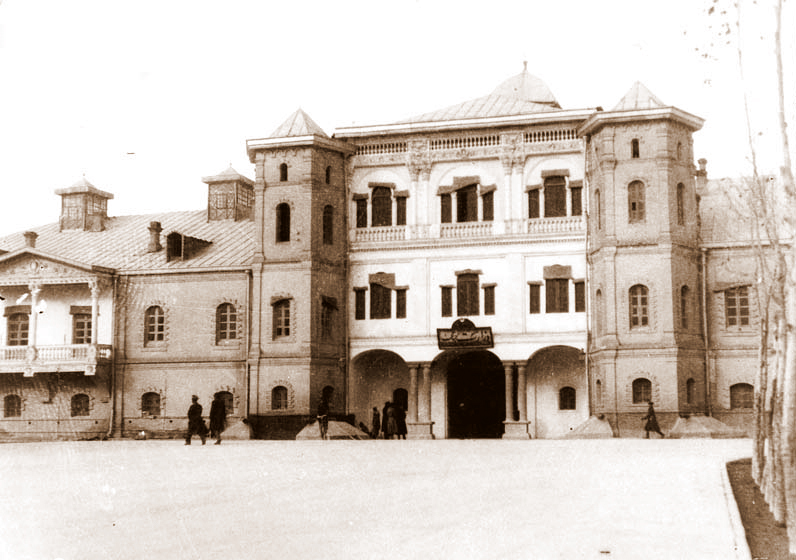
عمارت قزاقخانه ستاد قوای قزاق (وزارت جنگ در دوره‌های بعدی)

فرماندهان روسی قزاقخانه همیشه رؤسای ستاد خود را از میان افسران تحصیل‌کردهٔ ایرانی انتخاب می‌کردند. دوازده فرماندهٔ روسی فقط پنج نفر را به ریاست ستاد خود برگزیدند و هرکدام مدت مدیدی در این سمت بودند که به ترتیب عبارت بودند از:
- امیرتومان مارتیروس خان
- امیرتومان اسکندرخان ارمنی
- امیرتومان امان‌الله میرزا ضیاءالدوله
- سرتیپ محمدحسین‌خان آیرم
- سرتیپ محمد نخجوان

## سازمان قزاقخانه پیش از ادغام در ژاندارمری
در سال ۱۳۰۰ ه‍.ش (لشکر) دیویزیون قزاق مجموعاً یازده هزار نیرو داشت که عبارت بودند از صاحب‌منصبان (افسران)، درجه‌داران و نفرات که در ۹ شهر ایران استقرار داشتند. نقاطی که (هنگ) آتریادهای قزاقخانه در آن مستقر بودند، عبارت‌اند از: تهران، قزوین، تبریز، اصفهان، مشهد، اردبیل، همدان، مازندران، ارومیه و گیلان.
هرکدام از آتریادهای نه‌گانه می‌بایست از یک (گردان) فوج پیاده، یک فوج سوار و یک آتشبار توپخانهٔ کوهستانی برخوردار باشند که مجموع نفرات آن از دو هزار نفر تجاوز کند ولی هیچ‌یک از واحدها تکمیل نبود. بر اساس سازمان‌نامهٔ آتریاد، هر آتریاد بایستی دارای دوازده قبضهٔ شصت‌تیر باشد ولی غالباً دو تا چهار شصت‌تیر داشتند. نفرات قزاق دو دسته بودند: دستهٔ نخست نفراتی که به استخدام قزاقخانه درمی‌آمدند و دستهٔ دوم از طریق بنیچه انتخاب می‌شدند.
حقوق افسران روسی به این شرح بوده است:
- فرمانده ماهیانه شش هزار قران
- معاون فرمانده ماهیانه پنج هزار قران
- رئیس ستاد چهار هزار قران
- صاحب منصبان جزء دویست و پنجاه ریال.

حقوق افسران ایرانی از این قرار پرداخت می‌شده است:
- سرتیپ ماهیانه هزار و دویست و پنجاه قران
- یاور (سرگرد) یکهزار قران
- سروان هفتصد و پنجاه قران
- نایب (ستوان) اول پانصد قران
- نایب دوم چهارصد قران
- وکیل‌باشی (سرگروهبان) هشتاد قران
- قزاق چهل قران.[۱۰]

بودجهٔ قزاقخانه از بانک استقراضی روسیه پرداخت می‌شد و بخشی از قروض دولت ایران محسوب می‌گردید. غیر از فرمانده، عدهٔ زیادی از افسران و درجه‌داران روسی (۵۶ افسر و ۶۶ درجه‌دار) در واحدهای مختلف در مقامات کلیدی و حساس قرار داشتند، که در دی‌ماه ۱۲۹۹ همگی مرخص شده و تمام امور قزاقخانه به ایرانیان سپرده شد.